# 怪生伝
『怪生伝 KESHOUDEN』（けしょうでん）はフジテレビ系列で放送されたゲームバラエティ番組。

## 概要
何も知らずに連れてこられた芸人が、現実とも虚構ともつかない不思議な空間にて「ゲーム」に挑む、ストーリー仕立ての番組。
タイトルでは『フィールドミステリーゲーム』、フジテレビ公式サイトの番組説明や原作を担当する高瀬敦也のツイートでは『ファンタジックフィールドミステリーリアルゲームバラエティーショー』と称されている。
2013年12月21日1:30 - 3:00に斉藤視点での「傘娘編」が放送。その後、2014年4月27日から毎週土曜2:03から30分間のレギュラー放送が行われることが決定した。レギュラー放送では複数の章に分かれて進み、導師も斉藤に加え、狩野英孝、田中卓志が登場した。
2014年6月6日18:00 からは、これまでの放送及び以後の放送がFOD(フジテレビオンデマンド)で期間限定で無料配信、期間終了後は有料で視聴することができるようになったが、2021年5月22日23時59分に第1章、同年7月3日23時59分に第2章、同年8月21日23時59分には第3章の配信が終了した。
レギュラー放送終了後の2017年6月21日2:00 - 4:00に、一部の世界観を引き継いだ特別番組「邪鬼王（じゃきおう）」が放送された。
また、企画・原作の高瀬敦也が、自身のYouTubeチャンネルにて、『フィールドファンタジーゲーム』「ADEL33」の制作を行っていることを公表した。

## 放送日時
| 章                         | 放送回数                     | スズキ側導師 | ヤマモト側導師 | テーマカラー |
| -------------------------- | ---------------------------- | ------------ | -------------- | ------------ |
| 第一章 傘娘編 パイロット版 | 全1回 （90分）               | 斉藤慎二     | -              | -            |
| 第一章 傘娘編              | 全8回 （30分×8回）           | 斉藤慎二     | 狩野英孝       | 赤           |
| 第二章 岩ノ女編            | 全6回 （30分×4回、60分×2回） | 斉藤慎二     | 田中卓志       | 青           |
| 第三章 鈴鳴編              | 全7回 （30分×6回、60分×1回） | 田中卓志     | 狩野英孝       | 緑           |

## あらすじ
第一章
スタッフから何も説明されないまま山奥に連れて来られた斉藤。指示されるまま洞窟の中にある装備と杖を取り、洞窟を出た瞬間「ゲーム」がスタートし、とある村へたどり着く。村人から「導師」とされた斉藤は、「怪生」と呼ばれる魔物を封印すべく奮闘していく。
一方の狩野も同様にスタッフに説明されないまま、ロケバスを降りた瞬間に「ゲーム」がスタート。四ツ田あかねと四ツ田アキによって捕らえられ、試練の洞窟に閉じ込められる。狩野は洞窟を抜けるべく、洞窟にいたヤマモトとともに脱出を試みる。
第二章
山奥に連れてこられた田中。洞窟の中に置かれていた箱の中には狩野の使い魔であったはずのヤマモトが入っていた。装備を取り、導師となった田中は、第一章の村とは似て非なる里へと足を踏み入れる。
そこは怪生「岩ノ女」の力が暴走し、住民の大半が岩と化してしまった里であった。住民の説明を聞き、導師として村を救うべく田中は奮闘するも空回りが続く。
そんな中、道中で木に鎖で縛られている斉藤を発見する。実は斉藤は2時間前に村へ足を踏み入れていたが、山の民によって捕らえられていた。斉藤を助けるべく、田中は山の民の根城へ潜入する。
第三章
とある村にやってきた狩野。ヤマモトの杖と装備を身に着け、村へと入り再びゲームが開始する。お祭り中の村を歩くとそこには団子をほおばる田中の姿が。実は田中も30分前にスズキとともに村へと入り、団子屋のおかみさんから無料でもらった団子を食べていた。
導師2人で話をしていると、先ほど団子をもらったおかみさんが豹変し、導師の持ち物を奪おうとする。おかみさんの顔には「欲」の文字が浮き出、怪生「鈴鳴」の仕業だと判明する。2人の導師は「鈴鳴」を封印すべく行動を開始する。

## 出演者

### プレイヤー
斉藤慎二（ジャングルポケット）
第一章・第二章に登場。
第一章では何も説明されないままスタッフと謎の声（スズキ）に促され装備を身に着け、「ゲーム」に挑まされることとなる。「ゲーム」内では使い魔スズキを付けた杖を身に着けていることから「導師」としてみなされ、戸惑いながらも怪生を封印すべく奮闘。その結果、2つの「サイ」を手に入れて怪生「傘娘」の封印に成功したのも束の間、スズキから「ゲーム」の第一段階終了を宣告され、次のゲームフィールドへと旅立つ。
第二章もスズキとともに導師として活動する。実は田中の2時間前に村に足を踏み入れていたが、楠本に煽動され山の民を挑発していたところを山の民達に見つかり、捕らえられ木に縛られていた。田中に助けられた後、田中とともに岩ノ女封印を目指し、怪生の封印に成功する。
狩野英孝
第一章・第三章に登場。
第一章では斉藤が奮闘する同時刻・同エリアに村に到着。四ツ田アカネと四ツ田アキによって捕らえられ、試練の洞窟に閉じ込められる。四ツ田アキ曰く「導師候補」であるらしく、試練の洞窟を突破し、導師となって脱出することに挑戦。当初はあくまで脱出するためと嫌々ながら試練に挑むも、次第に導師としての使命に目覚め、試練の洞窟を丸一日かけて脱出し、晴れて「導師」になる。脱出後は細野のサポートや力が抑えきれなくなった傘娘を抑えるために奮闘。しかし傘娘の傘を修理する使命を終えた所でヤマモトに「もう一人の導師（斉藤）」に全てを任せて帰る様に指示され、そのままヤマモトと共に村を後にした。
第三章では田中から遅れてゲームフィールドへと入る。田中が赤橋陣営に潜入捜査をしている最中、白鳥陣営の手伝いをすることになったが、なぜかウサギのコスプレをさせられた状態でやらされる。その間、謎の女たちに導かれ洞窟で謎を解いてサイを獲得するも、実はゴッドが用意した偽のサイであり、それにより鈴鳴の力を強めてしまう。その後は田中とともに改めて村の真実の解明と鈴鳴封印のために奮闘し、鈴鳴を封印することに成功するが、ゴッドの完全体化を止めることができなかった。
田中卓志（アンガールズ）
第二章・第三章に登場。
第二章では洞窟の中にあった装備を身に着け、導師としてヤマモトとともに里を危機に陥らせた「岩ノ女」を封印すべく活動する。第一章を見ていたらしく、それらを基にサイを探すため躍起になるも、空回りの連続でヤマモトに窘められる。そんな中、道中で捕らえられた斉藤を発見し、救出に成功。以降は斉藤とともに岩ノ女封印を目指す。仮面の女に誘惑されたり、石積みなどの修行を経て洞窟に潜入し、中で真実を知り村人に広め、怪生を封印することに成功する。
第三章では狩野より先にゲームフィールドに入っていた。狩野とともに怪生封印を目指すが、白鳥陣営の毒饅頭騒ぎの最中に捕らえられた田糠(田中にそっくりな人物)をきっかけに、田糠になりすまして赤橋陣営に潜入捜査を行う。毒薬らしき物を見つけるが、捕らえられた田糠が脱走したことにより正体がばれ、白鳥陣営と共にひと悶着を起こすも、毒まんじゅう騒ぎの真実を明かすことに成功する。その後は狩野とともに福女の真実と鈴鳴封印を目指して奮闘し、鈴鳴を封印することに成功するが、ゴッドの完全体化を止めることができなかった。

### サポートキャラクター
スズキ - 声：杉本ゆう
杖にしがみついている獣（テン）。使い魔として導師をサポートする。自身をさん付けで呼ばせたり、導師の質問を無視して自由な発言するなど、導師を下に見ている節がある。また、どうにもならないときはさっさと寝てしまう癖も持つ。性別はメス。ヤマモトとは面識があり、3月生まれではあるが、年度により学年が1つ違うため、ヤマモトの1年先輩の模様。
なお、使い魔として使用する際の導師の装備色は茶色で統一されている。
ヤマモト-声：北沢力
杖にぶらさがっているコウモリ。基本は物腰柔らかな口調で試練に挑戦する導師をサポートするが、スズキ同様導師をおちょっくたり、とぼけることもある。特に、謎解きに失敗した際は皮肉交じりにいじったり、導師の軽率な行動を叱責することも。基本的には「上からの命令」で使い魔として派遣される模様。性別はオス。スズキとは面識があり、4月生まれだが、年度違いのためスズキの1年後輩の模様。
導師の装備はヤマモトの毛色に合わせ紫色で統一される。

### 第一章「傘娘」
一宮風香　(演：緑川静香)
宮大工の娘。道端で倒れているところを斉藤に助けられ、父と村を救うよう依頼・情報を提供する。怪生を封印すべく奮闘する斉藤に惚れている素振りを見せていたが、あくまで父を救ってくれる救世主として見ており、実は幼馴染である細野のことが好きであった。一方で思い込みが激しくやきもち焼きな一面もある。
一宮雅樹（演：三田村賢二）
宮大工。以前に不思議な物（サイ）を拾ったのだが、熱病に倒れ、風香が購入した薬も人に奪われてしまった。しかし、斉藤の奮闘により熱病を治す「バンガサポイダケ」を与えられ回復し、斉藤にサイを託した。村にある神社は一宮家が建てたものであり、村人の幸せを願って神社のおみくじは大吉が非常に多く、凶を極端に少なくしている。
三多村大地
村の長老であり、三多村家の長。斉藤と共に倒れていた風香を助ける。斉藤に怪生にまつわる伝承を伝え、斉藤を「導師」として村を救うよう依頼する。村に設置している地蔵は三多村家が世話をしている。
三多村の妻
三多村大地の妻。地蔵の前でうずくまっているところを斉藤が助ける。
三多村邦夫　(演：矢部智之)
三多村家の息子。斉藤と共に倒れていた風香を助ける。
二戸部炎太郎(演：岩倉金太郎）
代々続く町火消しの末裔。村にはびこる怪生を倒して有名になろうとしている。バンガサポイダケを取ろうとした斉藤を怪生と間違え襲撃するも、斉藤が導師であることを知り、怪生についての言い伝えを教える。村に置かれている半鐘も二戸部家が管理している。
四ツ田あかね　(演：尾道絵菜)
炭焼きの見習い。まばたきを一切せず、無表情で斉藤に情報を提供する。怪しげな風貌からか、村の人々からは「嘘つき」呼ばわりされており、師匠からも厳しくこき使われている。レギュラー版の冒頭で、村に連れてこられた狩野を迎え入れた。
四ツ田アキ (演：東久美子)
レギュラー版より登場。あかねの祖母で、屈強な若衆を4人抱えている。村に来た狩野を捕らえ、導師として開花するように試練の洞窟に閉じ込める。怪生によって操られた人に対しても活を入れるだけで追い払うことができる。
五島タキ
村のそばや「五島そば」の女将。村にある水車でそば粉から作りあげた蕎麦を提供している。
薬屋の主人（演：金沢狐）
村にある薬屋を営んでおり、薬草にも詳しい。男好きの一面があり、特に斉藤に惚れている模様。
細野京介（演：佐々木洋平）
一宮風香の幼馴染。一見すると不審者に思えるほど挙動不審でドM。風香に惚れており、小学生の頃に風香が落とした消しゴムを拾った際、風香から「あげる」と言われて以来、その消しゴムをペンダントにして肌身離さず持ち歩いている。風香に告白する勇気が欲しいと願いの石（狩野）に相談し、神に扮した狩野から説教を受けたことで目が覚め告白する勇気を持ち、風香に告白することに挑む。
狩野が風香を呼ぶ間に五島そば屋に着くも、そこで斉藤が風香に惚れていることを知り自信を失うが、狩野の励ましにより告白。実は風香と両想いだったことを知り告白に成功する。
泉川一郎（演：中村利裕）
村のはずれに住む傘職人。かつて傘を作っていた侍の末裔らしい。傘娘が持つ傘を直すことができる唯一の職人。狩野に代々伝わる道具を取りに行ってもらい、その道具で傘を直していく。一方で村人には存在を知られていなかったり、名前を知られないよう心配しているなど不審な行動をしている。
泉川家は侍の末裔であるがために、村人にとって恨みの根源となっていた。そのため村人にはその存在を知られること無く生活していかなければならなかったのだが、狩野が村人にその名前を漏らしてしまったがために修理した傘を狩野に残して密かに村を出て行くこととなった。
その他村人
- 半鐘の近くに住んでいる女性。傘娘に操られているらしく、斉藤が声をかけるとふとん叩きで追い返したり、水をかけようとするなど攻撃してくる。
- 細井の前に願い事をした村人も多数いるが、どれも無茶な願い事（一晩で痩せたい、本物のお姫様になりたい、働かずに大金持ちになりたいなど）をしていた。

傘娘 (演：吉倉あおい)
村はずれの祠に封印されている怪生。その名の通り赤い傘を持つ娘の姿をした怪生であり、「仇」の力で人々を暴力的にしてしまう。何者かが封印を解いた結果解き放たれ、村人の心を喰らっている。
村の言い伝えでは、「昔、村のはずれに住んで傘を作りながら生活するも、住民からは嫌われていた侍が耐えかね、盗賊をけしかけ村の金品を強奪。その邪悪な心が作っていた傘に乗り移り生まれた」とされている。
そば屋で情報を聞いた直後の斉藤の前に登場。真相は「実は侍が盗賊を追い払ってくれ、村の有力者との結婚も決まっていたが、それを妬んだ者による嘘によって信用を失い、結婚も破談。その怒りが傘に乗り移ったことで生まれた」怪生であることを教え、自らの力が制御できなくなってきた事を知り、これ以上村に影響を及ぼさないよう自ら斉藤に封印を望んだ。
しかし、増幅する力が抑えきれなかった結果、傘が破損。導師の狩野に対し、村が崩壊する朝までに傘を直してもらうよう依頼。狩野が修理した傘を持ってくる事に成功し、村の崩壊は食い止められた。
その後斉藤が「心」と「因」のサイを手に入れたことにより、｢恩｣の力で再び祠へと封印された。

### 第二章「岩ノ女編」
大松朝陽（演：村山竜平）
里の民の長老。田中に怪生「岩ノ女」の言い伝えを教え、村を救うよう頼む。最後はスミレとカハラの真実を知り、山の民に謝罪し和解する。
楠本広輝（演：榎本桜）
里の民。導師の田中や斉藤に対し優しくしてあげる一方、山の民に抗議する際はかなり気性荒く罵倒する。斉藤とともに抗議をするも、山の民に見つかる寸前で1人で逃げる。
百日紅陽樹（演：真栄田賢〔スリムクラブ〕）
里の民。いつも不思議な行動をしているが、何でも知っている物知りでもある。
失踪したカエデの消息をつかむため、導師2人に物当てクイズを出す。
カエデ（演：備本愛香）
里の民。両親が岩になったのは山の民のせいであると思い、一人でリュウモンへ抗議しに行った。病弱であるらしく、定期的に薬を飲まなければならない。
ゲン（演：古賀司照）
里の民の石積み職人。かつては山の民・里の民共通の文化であった「石積み」を残す活動をしており、石積みを学ぶためにやってきた田中を案内する。やや感情が激しい。
アンザ（演：石花ちとく）
ゲンの一番弟子。田中に石積みを指導する。
サガン（演：三小田昌充）
山の民のリーダー的存在。首から石のネックレスをさげている。
山の民に抗議していた斉藤を捕らえ木に拘束。助けようと山の民の本拠地に潜入した田中も捕らえ締め上げようとするも、レキのとりなしにより悪人でないことを知り、斉藤ともども解放する。一方、里の民の言い分である「山の民が怪生を解放した」事に関しては否定していた。
レキ（演：尾道絵菜）
山の民の娘。里の民にいじめられているところを田中に助けられる。その後、山の民に捕らえられた田中を守り、田中を解放する。第一章の「四ツ田あかね」によく似ている。
リュウモン（演：木村明正）
山の民の長老。カエデから抗議されるが、岩ノ女の封印を解いたのは自分達ではないと主張した。その後、里の民と山の民の衝突現場に現れ、導師から渡された手紙と宝石で真実を知り、里の民と和解の握手をする寸前で、強まる岩ノ女の力によって石化してしまう。しかし、直後に岩ノ女が封印されたため石化から回復し、改めて里の民と和解した。
岩ノ女（イワノメ）（演：篠原真衣）
村に封印されている怪生。「欺」の力で人間を岩にしてしまう（完全に岩になる前であれば回復させることも可能）。
言い伝えでは「かつて良家育ちのスミレという女性が、山の民『カハラ』に恋をし、父の反対を振り切ってカハラとの駆け落ちを計画。岩の前で待ち合わせをするも、実は財産目当てだったカハラは現れず駆け落ちは失敗。その後、家に連れ戻され政略結婚させられ心を閉ざし、カハラに欺かれた憎しみの念が岩に宿り、怪生となった」とされていた。
しかし、カハラの手紙による真実は、結婚に反対するスミレの父がカハラに対し金銭と引き換えに結婚を取り下げるよう要求、それを拒否したカハラを洞窟に閉じ込め、父からは「財産目当てで結婚しようとしていた」と嘘を吹き込まれており、本当は両想いだったことが明らかになった。
真実が明らかになった一方で自身の力が強まっていることを知り、導師に封印を要求。田中と斎藤が｢人｣(にんべん)と｢言｣のサイを手に入れたことにより、「信」の力で祠に封印された。
カハラ（演：永井佑昌）
かつて村にいた山の民。言い伝えでは「スミレと駆け落ちしようとするも、実は財産目当ての男だった」とされているが、実際は心からスミレを愛しており、スミレの父から金銭と引き換えに結婚を取り下げるよう要求されるが拒否。そのためスミレの父の逆鱗に触れてしまい、里の洞窟深部に閉じ込められていた。そこで真実を明かす手紙とスミレに渡す予定だった宝石を石像に閉じ込め果て、息絶えた。
真実が明らかになったあとは幻想の中でスミレとカハラが再会し、二人で歩き出す様が見えた。

### 第三章「鈴鳴編」
白鳥華（演：塚田帆南）
「福女」の候補。椿崎のいたずらを解決しようと導師2人が奮闘しているところを見ており、そのことを正代に話し誤解を解く。
福女選びの結果福女に選ばれるも、副賞である鉱山の所有権目当てだった兄の隼人と村長の金剛らが諍いを起こすのを見て号泣し、自らの権限で鉱山を村共有の財産にすることを決めた。
白鳥正代（演：田中里衣）
華の母。馬場が饅頭を口にした途端倒れたのを見て、導師2人が赤橋陣営のスパイと疑うも、華のとりなしによって誤解を解く。
白鳥隼人（演：片桐俊次）
華の兄。赤橋陣営の疑惑を証明するため、導師2人に協力を仰ぐ。休憩中の狩野に凄い剣幕で激怒したり、毒饅頭騒ぎが解決した際も赤橋陣営を不利に追い込めなかったと悔しがるなど、福女選びに並々ならぬ熱意を注いでいた。
実はかつて旅先で男から「今年の福女に選ばれると村の鉱山の所有権が手に入る」事を知り、貧しい家を楽にさせたいため、並々ならぬ熱意で華を支援していた。しかし、結果発表の場で金目当てに応援していることを知られ華に号泣され、心を改める。
馬場（演：松山幸次）
白鳥陣営の幹部。赤橋陣営から送られた饅頭を口にした途端倒れてしまう。
が、本当は熱病にかかっており、それに気づいた塩崎から薬をよく飲ませてもらっていた。しかし、今回は饅頭を食べた瞬間に偶然熱病の発作が起きてしまったため、皆が「饅頭に毒が仕込まれていた」と勘違いしてしまった。おぼつかない足取りで赤橋陣営に赴き、塩崎から皆が毒薬と思い込んでいた薬を与えられたことで回復した。しかし、直後に鈴鳴の力が強まったことにより塩崎と仲たがいしてしまったが、封印後は無事に和解できた。
馬場の部下・亀井（演：高山諌二）、熊田（演：嘉手納梨奈）
馬場と共に白鳥陣営を盛りたてる。
赤橋礼香（演：緑川静香）
「福女」の候補。名家の令嬢。福女選びに向け殺気立つ陣営の中で、田糠（になりすました田中）を信頼する。
福女とはならなかったものの、村のために決断をした華と健闘をたたえあった。
赤橋清十朗（演：南原健朗）
礼香の父。遅れてきた田糠（になりすました田中）を心配する。
赤橋静江（演：秋川百合）
礼香の母。夫と共に娘と村の将来を心配している。
塩崎（演：今井典和）
赤橋陣営の幹部。馬場とは仲が良く、馬場の悩みを見て熱病と分かり、熱病に効く薬を飲ませていた。熱病の発作を起こした馬場に対し、皆が毒薬と思い込んでいた熱病用の薬を飲ませ馬場を治すも、直後に鈴鳴の力が強まったことにより塩崎と仲たがいしてしまったが、封印後は無事に和解できた。
塩崎の部下・酒井（演：腹覚）、須藤（演：本田真大）、正田（演：阿紋太郎）
塩崎と共に赤橋陣営を盛りたてる。
田糠（演：デルピエロ山口）
赤橋陣営の用心棒。顔・声・容姿ともに田中に瓜二つ。白鳥陣営に捕らえられるが、このことが、田中が田糠になりすまして潜入捜査をするきっかけとなった。しかし、白鳥陣営がいない間に脱走し、田糠に扮している田中が偽者であることをバラした。
赤橋陣営の男（演：安住啓太郎）
白鳥陣営に饅頭を届ける際中に足をくじいているところを導師2人に助けられ、白鳥陣営にまんじゅうを届けるも、まんじゅうを食べた直後に馬場が発作で倒れたため「饅頭に毒が入っていたのでは?」と疑われるようになってしまった。
村人（演：長谷川景、川下穏、圷真樹、水川美波、掛札高志）
福娘選びに関心を寄せる村の住人。
祭りの男女（演：要ゆうじ、迫田恵介、矢野暎約子、八洲承子、大角真由）
村に入った導師に祭りの情報を伝える。
金剛正臣（演：市山貴章）
村の村長。祭りの運営を取り仕切っており、かなり張り切っている。導師2人に福女選びについて説明する。失踪した印出の先輩からは暗号の形で「村長に気を付けろ」と狩野に忠告されていた。
村が混乱の状態に陥っても福女選びを強行するなど不審な言動があったが、祠に隠されていた遺言書により、遺言書から200年後（今回）の福女選びにおいて福女となった者には村の鉱山が与えられると知り、その遺言書に「利益の半分を管理してきた村長家に分け与える」と書き加え、鉱山の利益を手に入れようとしていた。そのことを福女結果発表の場でばらされ、華により鉱山の契約書を破かれたものの、鈴鳴の力によりなおあきらめず暴走を続けるが、封印によって正気に戻り、これまでの件について謝罪し村人達と和解した。
椿崎礼央（演：古賀司照）
発明家であり、町一番の変わり者。常に歌舞伎風のオーバーリアクションをしている。また、自らのギャグでは簡単に笑い転げるが、他人のギャグには冷たい。普段は床が斜めに傾いた家で生活している。
ゲーム序盤、祭りの始まりを告げるための鐘を鳴らすための木槌を猛犬の前に置くいたずらをする。
また、ゲーム終盤では祠を開けるための手がかりを聞くために訪れた導師たちに問題を出した。
団子屋の女将（演：根岸晴子）
先に来た田中に対し気前よく団子を振る舞うも、直後に怪生の力に侵されたらしく、導師の持ち物を奪おうとし、知り合いの男（演：佐野元哉）に止められた。鈴鳴が封印されてからは正気に戻った。
占い師（演：瑠美子）
焼肉屋で食事していた田糠に扮した田中を占い、「福の相があること」と「ウサギに関わらないこと」を忠告される。
ゲーム終盤で神社にいた狩野と田中に遭遇し、祠の謎を解くための手がかりを知っている者として椿崎を紹介する。
印出知子（演：杏実えいか）
福女選びの取材に来た記者。導師である狩野を見つけ、福女選びを調査していたものの謎の失踪をとげた先輩記者の真相を知るべく、狩野に協力を依頼する。途中から田中も加わり、村に隠された真相を明かすことに成功する。
鈴鳴（スズナリ）（演：小澤真利奈）
村に封印されているとされる怪生。「欲」の力で人々を自己中心的で私利私欲にはしる人間にしてしまう。常に扇子で顔を隠しており、鈴生りの如く大量に鈴の付いた髪飾りをしている。
その正体はかつて村にいた大地主である「竜紋菊千代」から生まれた怪生。夫に先立たれ、息子2人と貧しい生活をしていたが、夫が遺した鉱山から貴重な宝石が取れることが分かり、その富で幸せに暮らしていた。しかし、高齢となった際に鉱山の所有権を息子2人のどちらに相続させるか考えた歳、息子達が争いを起こし、心を痛めた菊千代は鉱山を閉鎖し、大きな悲しみに暮れて晩年を過ごした。その際の涙が宝物である鈴の髪飾りに乗り移って誕生した。その後、菊千代の死後見つかった遺言書では、欲にまみれた息子に鉱山が渡るより、未来の福女に鉱山を託そうと200年後の福女に鉱山の権利が渡るよう遺言書を残していた。
導師が村にやってきた時点ではまだ影響が少なかったものの、田中が手に入れた「禾」のサイと狩野が手に入れた偽物のサイ「ム」により「私」という字を作ってしまったことにより影響が増大してしまった。その後、改めて「口」のサイを手に入れたことにより「和」の力で封印された。
四ツ田あかね（演：尾道絵菜）
第一章にも登場。「ゲーム」の裏で暗躍するゴッドについて独自の調査を行っていたらしく、怪生を封印した導師たちの前に現れ、ゴッドが全ての怪生の力を手に入れ、完全体へ進化する準備が整ったことを伝える。
泉川（演：中村利裕）
笠を目深に被った髭面の男で、流浪の侍と名乗る。後片付けをしていた礼香に「暫く村に置いてもらえないか」と声をかけてきた。
第一章の怪生傘娘を生み出すきっかけとなった、傘職人の侍を彷彿とさせられる。

### 導師にまつわる人物
さちこ（演：大勝かおり）
村にある食事処の女将。舞台となる村は毎回違うが、どこでも店を開いており、導師に料理を振る舞ったり、サイ獲得に向けた情報を与えるなど手助けを行う。
第一章では小料理屋を開いており、傘娘の傘が修復するまでの間、狩野に無償でかつ丼や筍の土佐煮を振る舞った。
第二章では焼き鳥屋を開いており、導師の2人に無償で焼き鳥丼を振る舞い、サイの情報を集めるため長老の大松を紹介した。
第三章では焼肉屋を開いており、白鳥陣営にたい焼きを届けた際に狩野から「田中が潜入捜査をしてること」を聞く。その後、店に入った潜入捜査中の田中を見て、正体がばれないよう田中に協力することを誓ったものの、完全に動揺して逆に怪しまれてしまったが、無事に正体がばれずに済み、田中と塩崎の部下2人に焼肉定食を振る舞った。
謎の紳士（演：保村大和）
突然導師の目の前に現れ、現在の状況に関連した雑学を話した後、どこかへ行ってしまう。第二章にも登場している。

### 怪生にまつわる謎の人物
ゴッド（演：中田敦彦〔オリエンタルラジオ〕）
パイロット版のエンディングで初登場した正体不明の人物。名前は第三章にて明かされた。一件普通の人間のように見えるが、顔の左半分が怪物のように変化している。
第一章では姿を隠しながら「ゲーム」の様子を観察。傘娘が封印されプレイヤーが村を去った後に行動を開始。祠に貼られた札に封じられていた傘娘を吸収し、額に角を生やした。
第二章では白い空間で蝶型のクッキーを前にして田中を引き抜こうと画策し、仮面の女とやりとりを交わすシーンが見られた。岩ノ女が封印されたあと、祠に貼られた札に封じられていた岩ノ女を吸収し、左手を岩化した。
第三章では偽のサイを仮面の女たちに通じて用意させ、狩野に手に入れさせ鈴鳴の力を強めさせることに成功。その後は仮面の女によって封印札を回収させ、自身は力を吸収。全ての怪生の力を吸収し、「本当のゴッド」たる「完全体」になるべくその身を蛹化した。しかし、完全体になるには長い時間を要する。
仮面の女（その1）
謎の男と同様にゲームの様子を観察する人物。謎の男の部下であるらしく、導師田中を引き抜こうとするも失敗に終わる。その後、偽のサイを使ってしまった導師の目の前に、残る仮面の女とともに姿を現す。
右手首に謎の男と同様のブレスレット型の通信機を付けている。
仮面の女（その2）
その1と同様に、謎の男の部下とおぼしき仮面を付けた女。狩野を誘い出し、偽のサイを手に入れさせることに成功する。
仮面の女（その3）
その1、2と同様に、謎の男の部下とおぼしき仮面を付けた女。狩野を誘い出し、偽のサイを手に入れさせることに成功する。
語り部（平辻朝子）
番組冒頭でこれまでのあらすじを語る女性。どうやら導師と怪生にまつわる話を調べ上げており、その伝承や回想を語るという形らしい。第三章で本編で名前のみ語られている女性であったことが明かされる。
ロケスタッフ
プレイヤー(導師)に同行するカメラマンや音声、照明などのスタッフ。プレイヤー以外に認識されることはなく、またプレイヤーが何を喋ろうとも一切反応せず自らの仕事を続ける。
スズキがサポートする導師のロケスタッフは緑地にテンのモチーフが、ヤマモトがサポートする導師のロケスタッフは青地にコウモリのモチーフが表されたジャンパーを着用している。

## 用語集
怪生（けしょう）
正体不明の魔物。妖怪やお化け、精霊の類と見られることもある。言い伝えによると人の心を喰うらしく、喰われた者は心に闇を抱え、身体にも様々な異常が発生する。さらに怪生をそのままにしておけば、いずれその一帯は壊滅状態になってしまうとされる。
また、怪生に心を喰われた者は体のどこか(主に顔の頬)にその怪生を表す文字が浮かび上がる。
導師
怪生を封印することができる存在とされる。第一章「傘娘」に登場する村の言い伝えでは、怪生の封印が解かれた時に獣を宿した杖を携えて現れる、とのこと。また、導師以外の人間には怪生を視認することさえできない模様。
また、導師には「慧（知力・ひらめき）」「忍（忍耐力・我慢強さ）」「懇（人々の思いに応える力）」が備わっているとされる。
杖（使い魔）
導師が持つ杖。杖には導師をサポートするために使い魔も一緒についている。進行や謎解きのサポートから、時間が空いたときの話し相手まで導師を常に助ける存在だが、導師をからかうことも多々ある。ただし、導師以外の住人などが近くにいる時や導師が杖を近くの壁に置いている間は一切喋らない。ゴッドによれば「通信機」であるとのこと。
一方で、「組織」「上の方」「部会」といった謎のキーワードも登場している。
サイ
怪生を封印するために必要なアイテム。黄色い半透明の立方体で、プレイヤーが手に入れると中に文字の断片が浮かび上がる。各章につき2個ずつ揃えて1文字の(怪生に深く関係する)漢字を完成させ、祠に2個のサイを入れなければ力を発揮しない。このアイテムを得るためにはその土地の人や物と心を通わせる必要がある。
また、ゴッド達が作った偽のサイも存在し、使用して誤った字を作ってしまうことで、怪生の力を強めてしまう。本物のサイは中にある字が黒色に対し、偽物は赤色になっている。
祠
怪生が封印されている祠。何者かが祠の封印を解いたことで怪生が解放され、人々を襲うようになる。封印するにはサイを2個集め、祠に入れなければならない。
怪生札（封印札）
祠に貼られている怪生の力を封じ込めた札。ゴッドは導師が怪生を封印後、祠のどこかに貼られた怪生札をはがして吸収することで力を手に入れている。第3章の怪生封印後に怪生札が祠の屋根裏に貼られていることが判明した。
バンガサポイダケ
ゲームフィールド内にあるとされるキノコ。その名の通りカサの部分が赤い番傘のような形をしている。
薬効があるとされ、煮出してエキスを抽出し飲ませることで、熱病をたちどころに直してしまうとされる。
漢字札
番組内のゲームフィールドにて昔から行われているオリジナルカードゲーム。札自体は第二章にて登場し、詳細なルールは第三章で公開された。
それぞれの札には漢字一文字とその漢字の画数及び属性が記されており、漢字の属性に応じて「火」（赤・「熱」や「煙」など火に関連する漢字）・「水」（青・「河」や「鯖」など水や魚に関連する漢字）・「木」（緑・「花」や「椿」など草花や木に関連する漢字）の3種類がある。
対戦者はそれぞれ手札から1枚を伏せた後オープンし、画数の多い札を出した方の勝利。
ただし、属性には有利不利の関係があり、「火」は「草」に強く、「水」は「火」に強く、「草」は「水」に強いという関係を持つ。相手が出した札の属性に有利な札を出した場合、その札の画数は2倍と計算される。
また、手札の内訳は場に赤・青・緑の小石を残る手札の色と同じ数だけ置いて開示する。
謎の丸い石（リン）
ゲームフィールド内に何の説明もなく落ちている、用途不明のアイテム。
円形で小石ほどの大きさをしており、表面には謎の文様が記されている。色は3種類存在し、第二章で赤と青のものが1つずつ、第三章で黄色のものが1つ発見された。このアイテムは章を越えて導師達の持ち物として受け継がれるが、レギュラー放送が終了した段階では一体何の為のアイテムか判明しなかった。
その後の特番「邪鬼王」にて、これらの石が「リン」と呼ばれる通貨として使われていることが明かされた。黄色が1リン、青が5リン、赤が10リン相当の価値。

## ゲームフィールド
ゲームの舞台はいずれも山奥に存在する村や里。
各章に登場するゲームフィールドは地形が酷似しているものの、現れた怪生や村の施設、住人が異なり、違う土地･時間軸であることを示している。
プレイヤーが足を踏み入れた時には既にいく分か怪生の影響が広まっている状態にあるため、フィールドには多くの住人が存在するもののコミュニケーションが取れる人物は限られている。
さらにゲームの進行により怪生の影響は広がり、いままで正常だった住人が怪生の影響に侵される場合がある。
第一章
怪生「傘娘」の影響により多くの住人が凶暴化している山間の村。
入口が2箇所存在し、狩野は南の入口から、斉藤は北にある村はずれの洞窟からゲームが開始した。
傘娘が封じられていた怪生の祠はさらに山奥の村はずれに存在する。
試練の洞窟
村にある洞窟。内部は複雑に入り組んでおり、宝物も存在するが、手に入れるには謎を解かなければならない。
また、狩野が閉じ込められた洞窟の深部では導師になれるかどうかを見極めるテストが行われ、知力を試す「慧」、忍耐力を試す「忍」、心の強さが試される「懇」の間があり、それぞれに試練が用意されている。
斉藤への試練
石版に書かれた5つの紋章をヒントに、村に隠されたギミックを解く。ギミックは「神社のおみくじで凶を出す」「半鐘を鳴らす」「地蔵を動かす」「水車を動かす」「炭焼き釜の前で札に書かれた早口言葉を言う」の5つ。それぞれには紋章があり、それを近づけることで音が鳴るようになっている。5つのギミックを正しい順番で動かした時のみクリアとなりサイを獲得できる。答えは120通り中1通りのみ。順番がいくつ合っているかは石版についている石が移動した数で知ることができる。また、村の中には正解となる順番にまつわる重大なヒントも隠されている。
狩野への試練
慧の試練
まずは扉についているフタの鍵を開けるための謎解きとして、壁に書かれた文字と、大小4つずつ、カタカナが書かれた太鼓から、鍵を見つけるための手順を考える。
鍵を開けると上部に「仇」、下部に「金」の漢字と、中央に「奪」「水」「息」「髄」「罪」の5文字が並んだプレートが5段用意された鍵が登場。法則を解きあかし、所定の順番で並べ替えることで開錠する。このギミックは後に思いがけない所でも登場するが、この慧の試練で用いられた法則とは別の法則で開錠しなければならない。
忍の試練
「鍵」となるボールを「鍵穴」である箱の中に入れる。鍵穴と投擲場所となる階段とは3メートル離れているが、鍵穴の入口は奥側のみ開いているため、床や壁にボールを当て、跳ね返らせて入れる必要がある。鍵穴の近くへは壁で封鎖されているため近づけないが、ボールを回収できる程度のスペースは空いている。
懇の試練
地上にある「願いの石」と狩野のいる部屋がつながっており、モニターに繋がれたカメラと伝声管で地上の状況を確認できるようになる。伝声管で「神」になりきり、お参りに来る村人たちの願いを1つ叶えることができればクリアとなり脱出することができる。ヤマモト曰く、モニターは「最新型」らしく、以前は無かったものと思われる。
第二章
怪生「岩の女」の影響により多くの住人がもろく石化してしまった麓の里。
北にある村はずれの洞窟から先に斎藤が、その2時間後に田中が同じ洞窟からゲームを開始した。
里の住人は同じくゲームエリアである山に住む「山の民」と敵対しており、その根源は岩ノ女が誕生する原因にもなっているらしい。
怪生の祠は里の街道に存在し、その傍には巨岩が置かれている。
封印された洞窟
謎のからくりにより封印された洞窟。村を襲う岩ノ女の過去に関する秘密が隠されているという。
入口や洞窟内には幾重にも謎が仕掛けられた扉で封印されており、その最深部には何者かが生活していた痕跡とその人物が製作したらしき石像と手紙がそのまま残っていた。
第三章
南の入り口から先に田中が、その30分後に狩野が同じ入り口からゲームを開始した。
20年に一度のお祭りが開催されている村が舞台。これまでとは違いゲーム開始時点での怪生の影響はごくわずかである。
村では20年に一度、その年に二十歳になる女性に村人が投票し、1人の「福女」を決める「福女選び」が行われている。福女に選ばれると関わった人全てに福が舞い降りると言い伝えられているため、激しいアピール合戦が繰り広げられている。
洞窟
狩野が仮面の女2人に｢サイがある場所を知っている｣と促され連れてこられた場所。洞窟の途中で1つだけ謎が記された扉があり、その扉の奥にはサイがある。
椿崎礼央の家
発明家である村一番の奇人、椿崎礼央が住む家。家全体が傾いているために中に入った者は平衡感覚を失ってしまう。
鉱山
貴重な宝石が取れるという村はずれの鉱山。現在は閉鎖されており、導師たちが立ち入ることもない。
かつては竜紋菊千代という地主の下、宝石の採掘が行われ村の繁栄に繋がっていたとされる。

## スタッフ
- 編成企画：石川綾一（フジテレビ）
- 企画・原作：高瀬敦也（フジテレビ）
- 構成：西村隆志、大塚泰博、岩倉金太郎
- 撮影：清水貴能
- VE：田中信幸
- 美術プロデューサー：吉良久仁子
- デザイン：今長和宏
- 美術進行：林政之
- スタイリスト：松野下直大
- CG：JOINT
- イラスト：グレートインターナショナル
- 編集：永田雅士
- MA：大澤竜哉
- 音響効果：久坂惠紹
- 技術協力：共同テレビジョン、映像通信
- 美術協力：フジアール
- 撮影協力：ホテルふせじま、三日月村
- 協力：ＰＫシアター
- AD：安達憲一、齋藤智香、久代忠史
- AP：藤本大介
- ディレクター：小澤博之、豊嶋隆一、伊藤秀隆
- プロデューサー：品川一治、岩田裕美
- 演出：横森あつし（横森敦）
- 企画制作：フジテレビ
- 制作著作：Big Face